# Over the Edge (Hurricane)
Over The Edge è il secondo album in studio degli Hurricane, pubblicato nel 1988 per l'etichetta discografica Enigma Records.

## Tracce
1. Over the Edge – 5:35
2. I'm Eighteen – 4:15 (Bruce, Buxton, Cooper, Dunaway, Smith) – Alice Cooper Cover
3. I'm on to You – 3:53 (Jones)
4. Messin' With a Hurricane – 5:04
5. Insane – 3:48
6. We Are Strong – 4:42
7. Spark in My Heart – 4:55 (Cavazo, Hansen, Sarzo, Schellen)
8. Give Me an Inch – 4:16 (Palmer) – Robert Palmer Cover
9. Shout – 4:46
10. Baby Snakes – 4:29

## Lineup
- Kelly Hansen - Voce
- Robert Sarzo - Chitarra
- Tony Cavazo - Basso
- Jay Schellen - Batteria